# Gog (Marvel Comics)
Gog es un personaje ficticio, un supervillano de cómic que aparece en los cómics estadounidenses publicados por Marvel Comics.

## Historial de publicaciones
Creado por el escritor Roy Thomas y Gil Kane, el personaje aparece por primera vez en The Amazing Spider-Man # 103.

## Biografía del personaje ficticio
Mientras viaja por la Tierra Salvaje, Kraven el Cazador encuentra una nave espacial estrellada en arenas movedizas y se aventura dentro. Allí, encuentra al juvenil y minúsculo Gog y otro miembro de la especie, que aparentemente había muerto durante el aterrizaje forzoso de la nave espacial. Decidiendo salvar al joven Gog de su barco que se hunde, Kraven lo lleva con él, lo nombra Gog y decide criarlo como mascota; Para sorpresa de Kraven, Gog crece rápidamente a un tamaño gigantesco solo unos días después de ser encontrado por él. Kraven, al darse cuenta de lo útil que puede ser Gog, decide usarlo en un complot para conquistar la Tierra Salvaje. Después de secuestrar a la visitante Gwen Stacy de un campamento en la Tierra Salvaje, Kraven y Gog luchan contra los héroes Ka-Zar y Spider-Man. Mientras Ka-Zar trata con Kraven, Spider-Man derrota a Gog atrayéndolo a un parche de arenas movedizas, que se hunde hasta el fondo.
Gog más tarde sería salvado de morir en las arenas movedizas por el Saqueador. Después de que Gog (que creó un dispositivo que le permitía hablar inglés) actuara como su sirviente, el Saqueador lo usa en un complot para tratar de robar el suero del súper soldado en la ciudad de Nueva York. Seguido a Nueva York por Ka-Zar, Gog y el Saqueador luchan contra Gog, usando sus pulseras de teletransportación, escapa, primero a la Estatua de la Libertad, luego al World Trade Center y finalmente, a otra dimensión.
Gog se encuentra más tarde en la dimensión a la que escapó el Doctor Octopus y los Seis Siniestros, que inducen a la criatura a su grupo como el sexto y último miembro de la misma. Ayudando a los Seis Siniestros a luchar contra una multitud de héroes, Gog es derrotado en combate por el héroe Solo y Mister Fantástico lo encoge, y lo envía de vuelta a la dimensión en la que los Seis Siniestros lo encontraron.
Gog apareció más tarde en Isla Monstruo cuando Shadowcat y Magik parecieron buscar a una niña mutante llamada Bo. Gog estaba entre los monstruos que atacaron a los tres hasta que Magik se teletransportó a sí misma, Shadowcat y Bo a la Escuela de Jean Grey para Aprendizaje Superior.

## Poderes y habilidades
Gog posee una fuerza sobrehumana. También usa pulseras que son capaces de otorgarle teletransportación interdimensional.